# سباستيان فاسكيز
سباستيان فاسكيز (بالإسبانية: Rodrigo Sebastián Vázquez)‏ (4 نوفمبر 1980 في الأوروغواي - ) هو لاعب كرة قدم أوروغواني في مركز الوسط. شارك مع منتخب الأوروغواي لكرة القدم. أما مع النوادي، فقد لعب مع إستوديانتيس دي لا بلاتا وبنيارول وبيتار القدس وتشورنومورتس أوديسا وجيجيانغ غرينتاون ونادي دانوبيو ونادي ليفربول وناسيونال مونتيفيديو ونادي رينتيستاس وCerro Largo F.C. ‏ ونادي سول دي أميريكا.

## مسيرته الكروية
لعب سباستيان فاسكيز خلال مسيرته الاحترافية مع 8 أندية في ستة عشر موسمًا وسجل خلالها 42 هدفًا ضمن 282 مباراة. ولم يفز بأي موسم بالكأس وفاز في ثلاثة مواسم بالدوري.
خاض سباستيان فاسكيز مسيرته مع نادي رينتيستاس في موسم 2000 واستمر معه طيلة ثلاثة مواسم، مشاركًا في 83 مباراة سجل خلالها 6 أهداف. ثم انتقل إلى نادي ليفربول في عامي 2003-2005 في المرة الأولى ولمدة موسمين ثم في موسم 2008–09 لمدة موسم واحد، حيث شارك طوالها في 55 مباراة سجل خلالها 13 هدفًا. لينتقل بعدها إلى نادي ناسيونال مونتيفيديو في موسم 2005 واستمر معه طيلة ثلاثة مواسم، مشاركًا في 56 مباراة سجل خلالها 13 هدفًا أيضًا. ثم انتقل إلى نادي إستوديانتيس دي لا بلاتا في موسم 2006–07 لمدة موسم واحد، مشاركًا في 11 مباراة ولم يسجل أي هدف. هذا وانتقل لاحقًا إلى نادي تشورنومورتس أوديسا في موسم 2007–08 واستمر معه طيلة ثلاثة مواسم، مشاركًا في 43 مباراة سجل خلالها 8 أهداف. ثم انتقل بعدها إلى نادي بيتار القدس في موسم 2009–10 لمدة موسم واحد، مشاركًا في 8 مباريات ولم يسجل أي هدف. ليعود وينتقل من جديد، لكن هذه المرة إلى نادي دانوبيو في موسم 2010–11 لمدة موسم واحد، مشاركًا في 9 مباريات ولم يسجل أي هدف أيضًا. لينتقل بعدها إلى نادي جيجيانغ غرينتاون ما بين عامي 2011 و2012 لمدة موسم واحد، مشاركًا في 17 مباراة سجل خلالها هدفين.

## وصلات خارجية
- سباستيان فاسكيز على موقع اتحاد أوكرانيا (الإنجليزية)
- سباستيان فاسكيز على موقع قاعدة بيانات كرة القدم.إي يو (الإنجليزية)
- سباستيان فاسكيز على موقع ناشيونال فوتبول تيمز (الإنجليزية)
- سباستيان فاسكيز على موقع Soccerway.com (الإنجليزية)
- سباستيان فاسكيز على موقع عالم كرة القدم.نت (الإنجليزية)